# Daniel Barbosa (assassino)
Daniel Camargo Barbosa foi um assassino em série psicopata, nascido na Colômbia. Acredita-se que ele estuprou e assassinou mais de 150 meninas na Colômbia e Equador durante os anos 1970 e 1980.

## Juventude
A mãe de Daniel morreu quando ele era criança e seu pai era autoritário e emocionalmente distante. Ele cresceu sofrendo abusos de sua madrasta, que o castigava e o vestia como uma menina, fazendo-o passar por constrangimento em frente a seus amigos.

## Crimes e prisão
Sua primeira prisão aconteceu em Bogotá em 24 de maio de 1958, por furto.
Daniel teve união estável com uma mulher chamada Alcira, com quem teve duas crianças. Ele se apaixonou por outra mulher, Esperanza, que tinha 28 anos de idade e com quem ele planejava se casar, porém ele descobriu que ela não era mais virgem. Isto se tornou uma das obsessões de Barbosa, e ele fez um trato com Esperanza que ficaria com ela desde que ela o ajudasse a encontrar outras garotas que fossem virgens para ele fazer sexo com elas. Assim começou sua parceria para o crime. 
Esperanza era cúmplice de Daniel, iludindo meninas para irem a seu apartamento sob falso pretexto e as drogava com remédios para dormir, assim Daniel poderia as estuprar. 
Barbosa estuprou cinco meninas deste modo, porém não matou nenhuma. A quinta menina que eles abusaram desse jeito relatou o crime às autoridades e o casal foi preso em prisões separadas. Daniel foi condenado por estupro em 10 de abril de 1964.
Um juiz sentenciou Barbosa a 3 anos de prisão, ele ficou grato pela clemência do juiz e prometeu ter-se arrependido dos crimes dizendo que iria mudar de vida. No entanto, outro juiz viu precedência em seus crimes e o condenou a 8 anos de prisão. Isto fez com que Daniel ficasse furioso. Ele cumpriu toda a pena e foi solto.
Em 1973 ele foi preso no Brasil por não possuir documentos. Devido à demora em enviar a ficha criminal de Daniel da Colômbia ele foi deportado e solto com uma identidade falsa. Quando retornou à Colômbia ele arrumou um emprego como vendedor de rua em Barranquilla, vendendo televisões. Um dia, ao passar em frente a uma escola ele sequestrou uma menina de 9 anos de idade, estuprando-a e matando-a, de modo a evitar que ela o denunciasse à polícia como fizera sua vítima anterior. Este foi o primeiro homicídio praticado por Daniel.
Ele foi preso em 3 de maio de 1974 em Barranquilla, quando retornava à cena do crime para pegar uma televisão que havia esquecido ao lado da vítima. Apesar de se acreditar que ele estuprou e matou mais de 80 meninas na Colômbia, Daniel foi preso depois de confessar ter estuprado e matado uma menina de 9 anos de idade. Inicialmente, ele foi sentenciado a 30 anos de prisão, porém sua sentença foi reduzida para 25 anos, e foi recolhido à prisão na ilha de Gorgona, Colômbia, em 24 de dezembro de 1977.

## Fuga para o Equador
Em novembro de 1984, Barbosa escapou de Gorgona em um barco artesanal depois de ter estudado cuidadosamente sobre as correntes marítimas. As autoridades assumiram que ele havia morrido no mar e a mídia reportou que ele havia sido comido por tubarões. Ele chegou em Quito, Equador. Então ele viajou de ônibus até Guayaquil em 5 ou 6 de dezembro de 1984. Em 18 de dezembro ele sequestrou uma menina de 9 anos de idade da cidade de Quevedo, na província de Los Ríos, Equador. 
No dia seguinte uma menina de 10 anos de idade também havia desaparecido.
De 1984 até 1986, Daniel cometeu uma série de ao menos 54 estupros e assassinatos em Guayaquil. A polícia, no início, acreditou que as mortes seriam causadas por gangues, de modo a não entender que apenas um homem havia matado aquelas pessoas. Daniel dormia nas ruas e vivia com o dinheiro que conseguia vendendo canetas na rua. Ocasionalmente, ele ganhava um dinheiro a mais vendendo roupas e outros acessórios de valor que as vítimas possuíam.

## Modus operandi
Daniel selecionava meninas jovens, indefesas e pobres para fazer a aproximação, fingindo ser um estrangeiro que precisava encontrar um pastor protestante numa igreja distante do centro da cidade. Ele explicava que necessitava entregar uma grande quantidade de dinheiro, que mostrava como prova, e oferecia uma recompensa a quem pudesse ajudá-lo. Ninguém suspeitava de um homem mais velho ser acompanhado por meninas ou mulheres jovens que poderiam ser suas netas. 
Daniel, então, entrava na floresta, alegando ser um atalho para não assustar suas vítimas. Se as meninas suspeitassem e voltassem ele não evitava que fossem embora. Daniel estuprou suas vítimas antes de estrangulá-las, algumas vezes as esfaqueava quando resistiam. Depois de assassiná-las ele deixava seus corpos na floresta para serem levados por animais.

## Prisão
Daniel foi preso por dois policiais em Quito no dia 26 de fevereiro de 1986, apenas alguns minutos depois de ele ter matado uma menina de 9 anos de idade chamada Elizabeth. Os policiais estavam fazendo ronda e se aproximaram dele na avenida Los Granados, achando a atitude dele suspeita. Eles se surpreenderam quando perceberam que ele carregava uma mochila cheia de roupas com sangue e uma cópia do livro “Crime e Castigo” de Dostoiévsky. Ele foi levado sob custódia e depois transferido para Guayaquil para identificação. Quando foi detido ele deu um nome falso, Manuel Bulgarin Solis, porém depois a verdade foi revelada por uma de suas vítimas de estupro que conseguiu fugir.
Daniel, de maneira muito calma, confessou que assassinou 71 meninas no Equador desde que escapou da prisão colombiana. Ele levou as autoridades até os locais em que cometeu os crimes e que ainda não haviam sido descobertos. Os corpos haviam sido desmembrados. Enquanto ele falava às autoridades equatorianas a localização dos corpos e quão sádico os crimes foram, ele não mostrava sentimentos nem arrependimento. Depois de estuprar suas vítimas ele as mutilava com um facão. Ele deu uma explicação cínica pela escolha das meninas. De acordo com ele, os assassinatos ocorriam por causa da falta de fé das mulheres. Ele as odiava por elas não serem como as mulheres deveriam ser. Todas suas vítimas eram virgens.

## Entrevista
Em junho de 1986, Francisco Febre Cordero, um jornalista do Jornal Hoy, arrumou uma entrevista com Daniel. Isto foi difícil em virtude do bloqueio policial ao acesso a Daniel, e o fato de Daniel exigir uma grande comissão em dinheiro para participar da entrevista. O jornalista simulou que fazia parte de um grupo de psicólogos que tinham acesso ao preso, permitindo ele a realizar perguntas a Daniel sem que o mesmo suspeitasse.
Depois disso, o jornalista descreveu Daniel como extremamente inteligente, “Ele tinha resposta a qualquer pergunta e poderia falar de Deus e do diabo do mesmo jeito”. Leitor culto, ele citou Hesse, Mario Vargas Llosa, Gabriel García Márquez, Guimarães Rosa, Nietzsche, Stendhal e Freud, todo esse conhecimento ele obteve durante o tempo que ficou preso na ilha de Gargona.

## Sentença
Daniel foi condenado a 16 anos de prisão em 1989, a pena máxima permitida no Equador. Enquanto cumpria esta pena na prisão de Garcia Moreno de Quito, ele alegou ter se convertido ao Cristianismo. Nesta prisão também se encontrava Pedro Alonso Lopez (o monstro dos Andes), que, acredita-se, ter estuprado e assassinado mais de 300 meninas na Colômbia, Equador e Peru.

## Morte
Foi noticiado em novembro de 1994 que ele havia sido assassinado na prisão por Luis Masache Narvaez, que era primo de uma de suas vítimas.